# Linux Libertine
Linux Libertine は Libertine Open Fonts Project によって配布されている、コピーレフトな欧文セリフフォントである。Linux Libertine はプロプライエタリな Times New Roman の代替として、印刷用途でも通用しうるフォントを目指して開発された。
欧文圏 Wikipedia の題字には、この Linux Libertine が使われている。

ウィキペディアのワードマーク (Linux Libertine が使われている)

## スタイル
- Regular
- Display
  - 大きめのポイントで使うためのスタイル
- Italic
- Bold
- Bold Italic
- Small-Caps

## 文字数
ラテン文字、ギリシャ文字、キリル文字、ヘブライ文字など約2600字を備えている。また、合字（リガチャ）が使用可能である。